# Seleção Brasileira de Futebol Americano
A Seleção Brasileira de Futebol Americano, conhecida como Brasil Onças, foi fundada em 2007 e representa o Brasil nas competições internacionais de futebol americano. É administrada pela Confederação Brasileira de Futebol Americano (CBFA), entidade reconhecida pela Federação Internacional de Futebol Americano (IFAF).

## História

### Primeiros jogos
Convocada pela primeira vez no ano de 2007 em virtude da demanda de um amistoso fora do país, a Seleção Brasileira daquele ano foi convocada a partir de jogadores de times em diversos torneios interestaduais por critérios físicos e de disponibilidade. O primeiro jogo que o Brasil Onças enfrentou foi contra o Uruguai em 17 de novembro de 2007 em Montevidéu. Apesar das dificuldades técnicas enfrentadas devido ao apoio precário, a equipe apresentou-se com atletas representantes do Mato Grosso, do Rio de Janeiro, de Santa Catarina e de São Paulo. A Seleção acabou sendo derrotada por 20 a 14, mas o jogo foi considerado um marco na história do esporte no país.
Após cinco anos, em 21 de janeiro de 2012, no segundo jogo da história e o primeiro em solo brasileiro, o Brasil Onças conquista sua primeira vitória na história ao derrotar o Chile por 33 a 0 em Foz do Iguaçu, Paraná.
Em 26 de abril de 2014, o Brasil Onças venceu o amistoso por 49 a 0 contra o Uruguai em Montevidéu e devolve derrota sofrida no primeiro jogo da história da Seleção.

### Copa do Mundo de 2015
Em 31 de janeiro de 2015, o Brasil venceu a Seleção Panamenha por 26 a 14 no Panamá pelas Eliminatórias para a Copa do Mundo IFAF e garantiu a primeira participação nessa competição.
O Brasil Onças estreia na Copa do Mundo IFAF de 2015 com derrota por 31 a 6 contra a Seleção da França no dia 9 de julho de 2015 no Tom Benson Hall of Fame Stadium, estádio do hall da fama do futebol americano, na cidade de Canton, Ohio, Estados Unidos. O quarterback Rhudson Fonseca foi o responsável pelo primeiro touchdown da história da Seleção na Copa do Mundo, com uma corrida de quatro jardas.
No segundo jogo, a Seleção conquista sua primeira vitória na história da competição, derrotando a Coreia do Sul por 28 a 0.
O Brasil se despende da competição com derrota para a Seleção Australiana com derrota de 16 a 8 e termina em sétimo lugar.
Três jogadores, Gerson Santos, Igor Mota e Rodrigo Pons, foram escolhidos para seleção do campeonato.

### 2017
Em 16 de dezembro de 2017, o primeiro jogo da história entre as duas seleções, o Brasil derrota a Argentina por 38 a 0 em jogo amistoso realizado no Estádio Mineirão em Belo Horizonte.

### Sul-Americano de 2023
O primeiro Sul-Americano de Futebol Americano ocorreu entre os dias 29 de novembro de 2023 e 02 de dezembro de 2023, a competição ocorreu na cidade de Brazlândia (DF) com organização da Confederação Brasileira de Futebol Americano – CBFA e chancela da International Federation of American Football – IFAF.
Pela primeira vez, o Brasil será sede de uma competição internacional da modalidade, após ter sediado um ano atrás uma competição internacional de flag football. Anfitriã, a seleção brasileira disputou triangular contra as seleções da Colômbia e Chile. 
A seleção masculina esteve sem disputar partidas nos últimos seis anos. O último duelo dos Onças foi contra a Seleção Argentina, em dezembro de 2017, no estádio do Mineirão. Na ocasião, vitória brasileira debaixo de muita chuva, pelo placar de 38 a 0. Finalmente de volta aos gramados, o Brasil Onças fez dois jogos em dois dias: vencendo a Colômbia na sexta-feira (01) por 56–00, e o Chile no sábado (02) por 55-00. Ambos os jogos foram disputados no estádio Chapadinha, às 18h. Para o head coach Brian Guzman, a competição seria importante por se tratar de uma reativação da equipe após um longo hiato, e serve como início de preparação para o mundial da modalidade, previsto para acontecer em 2025. Os jogos foram amistosos, mas prepararão os atletas para o classificatório do Mundial, que acontece no México e foi adiado para 2024. O Sul-Americano está acontecendo justamente para não deixar os atletas sem jogar por muito tempo. O Mundial de Futebol Americano será realizado em 2025, na Alemanha. 

## Retrospecto de jogos

### Masculino
Abaixo está representado o retrospecto de jogos do Brasil Onças contra seleções nacionais.
| Adversário    | Jogos | V | E | D | %     | PF  | PC | SP   |
| ------------- | ----- | - | - | - | ----- | --- | -- | ---- |
| Argentina     | 1     | 1 | 0 | 0 | 100%  | 38  | 0  | +38  |
| Austrália     | 1     | 0 | 0 | 1 | 0,0%  | 8   | 16 | –8   |
| Chile         | 2     | 2 | 0 | 0 | 100%  | 88  | 0  | +88  |
| Colômbia      | 1     | 1 | 0 | 0 | 100%  | 56  | 0  | +56  |
| Coreia do Sul | 1     | 1 | 0 | 0 | 100%  | 28  | 0  | +28  |
| França        | 1     | 0 | 0 | 1 | 0,0%  | 6   | 31 | –25  |
| Panamá        | 1     | 1 | 0 | 0 | 100%  | 26  | 14 | +12  |
| Uruguai       | 2     | 1 | 0 | 1 | 50,0% | 63  | 20 | +43  |
| Total         | 10    | 7 | 0 | 3 | 70%   | 313 | 81 | +232 |

Abaixo está representado o retrospecto de jogos do Brasil Onças contra seleções regionais do Brasil.
| Adversário         | Jogos | V | E | D | %    | PF | PC | SP  |
| ------------------ | ----- | - | - | - | ---- | -- | -- | --- |
| Seleção Carioca    | 1     | 1 | 0 | 0 | 100% | 17 | 6  | +11 |
| Seleção Nordestina | 1     | 1 | 0 | 0 | 100% | 57 | 0  | +57 |
| Total              | 2     | 2 | 0 | 0 | 100% | 74 | 06 | +68 |

### Feminino
Seleção Feminino jogou os Mundiais de 2012 , 2014 , 2016 e 2018 na modalidade Flag Football
| Adversário     | Jogos | V  | E | D  | %     | PF  | PC  | SP   |
| -------------- | ----- | -- | - | -- | ----- | --- | --- | ---- |
| Alemanha       | 2     | 0  | 0 | 2  | 0,0%  | 22  | 82  | -60  |
| Áustria        | 3     | 0  | 0 | 3  | 0,0%  | 12  | 100 | –88  |
| Canadá         | 2     | 0  | 0 | 2  | 0,0%  | 18  | 61  | -43  |
| Dinamarca      | 2     | 2  | 0 | 0  | 100%  | 54  | 26  | +28  |
| Espanha        | 2     | 0  | 0 | 2  | 0,0%  | 24  | 26  | –2   |
| Estados Unidos | 2     | 0  | 0 | 2  | 0,0%  | 2   | 71  | -69  |
| França         | 2     | 1  | 0 | 1  | 50,0% | 13  | 44  | -31  |
| Panamá         | 4     | 1  | 0 | 3  | 25%   | 59  | 87  | -28  |
| Guatemala      | 2     | 2  | 0 | 0  | 100%  | 39  | 8   | +31  |
| Israel         | 3     | 0  | 0 | 3  | 0,0%  | 33  | 53  | -20  |
| Japão          | 2     | 2  | 0 | 0  | 100%  | 71  | 24  | +47  |
| Suécia         | 2     | 1  | 0 | 1  | 50%   | 46  | 31  | +15  |
| Finlândia      | 1     | 1  | 0 | 0  | 100%  | 20  | 0   | +20  |
| Chéquia        | 1     | 1  | 0 | 0  | 100%  | 19  | 6   | +13  |
| México         | 3     | 0  | 0 | 3  | 0,0%  | 37  | 121 | -84  |
| Total          | 33    | 11 | 0 | 22 | 33%   | 469 | 740 | -271 |

## Copa do Mundo IFAF

### Masculino
| Copa do Mundo IFAF | Copa do Mundo IFAF | Copa do Mundo IFAF | Copa do Mundo IFAF | Copa do Mundo IFAF | Copa do Mundo IFAF | Copa do Mundo IFAF | Copa do Mundo IFAF | Copa do Mundo IFAF |            | Eliminatórias para Copa do Mundo | Eliminatórias para Copa do Mundo | Eliminatórias para Copa do Mundo | Eliminatórias para Copa do Mundo | Eliminatórias para Copa do Mundo | Eliminatórias para Copa do Mundo | Eliminatórias para Copa do Mundo |
| Ano                | Posição            | J                  | V                  | E                  | D                  | PF                 | PC                 | SP                 | J          | V                                | E                                | D                                | PF                               | PC                               | SP                               |                                  |
| ------------------ | ------------------ | ------------------ | ------------------ | ------------------ | ------------------ | ------------------ | ------------------ | ------------------ | ---------- | -------------------------------- | -------------------------------- | -------------------------------- | -------------------------------- | -------------------------------- | -------------------------------- | -------------------------------- |
| 1999               | Não entrou         | Não entrou         | Não entrou         | Não entrou         | Não entrou         | Não entrou         | Não entrou         | Não entrou         | —          | —                                | —                                | —                                | —                                | —                                | —                                |                                  |
| 2003               | Não se classificou | Não se classificou | Não se classificou | Não se classificou | Não se classificou | Não se classificou | Não se classificou | Não se classificou | Não entrou | Não entrou                       | Não entrou                       | Não entrou                       | Não entrou                       | Não entrou                       | Não entrou                       |                                  |
| 2007               | Não se classificou | Não se classificou | Não se classificou | Não se classificou | Não se classificou | Não se classificou | Não se classificou | Não se classificou | Não entrou | Não entrou                       | Não entrou                       | Não entrou                       | Não entrou                       | Não entrou                       | Não entrou                       |                                  |
| 2011               | Não se classificou | Não se classificou | Não se classificou | Não se classificou | Não se classificou | Não se classificou | Não se classificou | Não se classificou | Não entrou | Não entrou                       | Não entrou                       | Não entrou                       | Não entrou                       | Não entrou                       | Não entrou                       |                                  |
| 2015               | 7º                 | 3                  | 1                  | 0                  | 2                  | 42                 | 47                 | –5                 | 1          | 1                                | 0                                | 0                                | 26                               | 14                               | +12                              |                                  |
| Total              | 0/5                | 3                  | 1                  | 0                  | 2                  | 42                 | 47                 | –5                 | 1          | 1                                | 0                                | 0                                | 26                               | 14                               | +12                              |                                  |

## Roster

### Masculino
Roster dos 53 convocados para o Sul-Americano de Futebol Americano de 202

## Head Coaches
| Nº | Head Coach     | Período      |
| -- | -------------- | ------------ |
| 1  | Danilo Muller  | 2011 – 2015  |
| 2  | Gabriel Mendes | 2015 – 2019  |
| 3  | Brian Guzman   | 2019 – atual |